# Johnny Horton
John LaGale "Johnny" Horton, född 30 april 1925 i Los Angeles, Kalifornien, död 5 november 1960 i Milano, Texas, var en amerikansk country- och rockabillysångare.

## Biografi
Johnny Horton växte upp i Rusk, Texas, men flyttade så småningom till Louisiana. Från det att han var barn gillade han att fiska och när han började att uppträda och göra skivor gick han först under namnet The Singing Fisherman. I mitten av 1950-talet började hans låtar synas på främst USA:s countrylistor, men också på poplistorna.
Hans första framgång kom 1956 med "Honky Tonk Man", vilken som bäst låg på nionde plats på countrylistan. En av hans två största hits, "The Battle of New Orleans", kom 1959 och toppade både country- och poplistorna. Den andra stora hitlåten var "North to Alaska" från 1960, som blev etta på countrylistan och trea på poplistan som bäst. Dessa två låtar blev också mindre hits i England. Han hade även framgångar med sången "Sink the Bismark" från 1960.
Under åtta år medverkade Johnny Horton regelbundet i det klassiska radioprogrammet Louisiana Hayride. Han avled i en kollision med en rattfyllerist utanför den lilla staden Milano i Texas, på väg hem från en spelning i Austin, Texas.

## Diskografi
Album
- 1959 – The Spectacular Johnny Horton
- 1960 – Johnny Horton Makes History
- 1961 – Greatest Hits
- 1962 – Honky Tonk Man
- 1965 – I Can't Forget You
- 1967 – Johnny Horton On Stage
- 1968 – The Unforgettable Johnny Horton
- 1970 – On the Road
- 1970 – The Legendary Johnny Horton
- 1971 – The Battle of New Orleans
- 1971 – The World of Johnny Horton

Singlar
- 1956 – "Honky-Tonk Man"
- 1956 – "I'm a One-Woman Man"
- 1957 – "I'm Coming Home"
- 1957 – "The Woman I Need"
- 1958 – "All Grown Up"
- 1959 – "When It's Springtime in Alaska (It's Forty Below)"
- 1959 – "The Battle of New Orleans"
- 1959 – "Johnny Reb"
- 1959 – "Sal's Got a Sugar Lip"
- 1960 – "Sink the Bismarck"
- 1960 – "Johnny Freedom"
- 1960 – "North to Alaska"
- 1961 – "Sleepy-Eyed John"
- 1961 – "Ole Slew-Foot"
- 1962 – "Honky-Tonk Man" (nyutgåva)
- 1963 – "All Grown Up" (nyutgåva)